# Athripsodes genei
Athripsodes genei är en nattsländeart som först beskrevs av Jules Pièrre Rambur 1842.  Athripsodes genei ingår i släktet Athripsodes och familjen långhornssländor. Inga underarter finns listade i Catalogue of Life.